# Leonid Sobinow
Leonid Witaljewicz Sobinow, ros. Леонид Витальевич Собинов (ur. 26 maja?/7 czerwca 1872 w Jarosławiu, zm. 14 października 1934 w Rydze) – rosyjski śpiewak operowy, tenor.

## Życiorys
Pochodził z mieszczańskiej rodziny o chłopskich korzeniach, jego dziadek był wyzwolonym chłopem pańszczyźnianym. Ukończył studia prawnicze na Uniwersytecie Moskiewskim, jednocześnie śpiewał w uniwersyteckim chórze cerkiewnym i pobierał lekcje śpiewu u Aleksandra Dodonowa. Po ukończeniu nauki w 1894 roku przez pewien czas pracował jako asystent adwokata, ostatecznie zdecydował się jednak zostać śpiewakiem. Zadebiutował w 1897 roku na deskach moskiewskiego Teatru Bolszoj rolą księcia Sinodala w Demonie Antona Rubinsteina. Od 1901 roku występował w Teatrze Maryjskim w Petersburgu. W latach 1904–1906 i 1911 śpiewał w mediolańskiej La Scali, gościł też w Monte Carlo, Paryżu, Berlinie, Londynie i Madrycie. W 1911 roku objął posadę dyrektora Towarzystwa Filharmonicznego w Petersburgu, a od 1917 do 1918 roku kierował moskiewskim Teatrem Bolszoj. Zmarł w trakcie podróży koncertowej.
Zdobył sobie sławę przede wszystkim jako wykonawca roli Leńskiego w Eugeniuszu Onieginie Piotra Czajkowskiego, ponadto kreował m.in. role Dymitra Samozwańca w Borysie Godunowie Modesta Musorgskiego, Lohengrina w Lohengrinie Richarda Wagnera, Jontka w Halce Stanisława Moniuszki. Pochowany na Cmentarzu Nowodziewiczym w Moskwie.
Jego nazwiskiem nazwana została planetoida (4449) Sobinov.